# ستيدمان غراهام
ستيدمان غراهام الابن (بالإنجليزية: Stedman Graham)‏ (ولد في 6 مارس 1951) هو  موجه تربوي، ومؤلف، ورجل أعمال، وخطيب أمريكي. في المقام الأول يعرف بانه كان حبيب أوبرا وينفري منذ فترة طويلة. غراهام ووينفري كانا مخطوبين في نوفمبر 1992، قبل أن  يقررا أن تكون علاقتهم روحية أو مايسمى «الاتحاد الروحي».

## النشأة والتعليم
غراهام ولد في 6 مارس عام 1951، في ناحية «وايت سبورو» في وسط بلدة نيو جيرسي. ابن ماري جاكوبس غراهام ووالده ستيدمان غراهام، وهو واحد من ستة أطفال. حصل على درجة البكالوريوس في العمل الاجتماعي من جامعة هاردين-سيمونز في عام 1974 ثم على درجة الماجستير في التعليم من جامعة بول ستيت في عام 1979.

## العمل الوظيفي

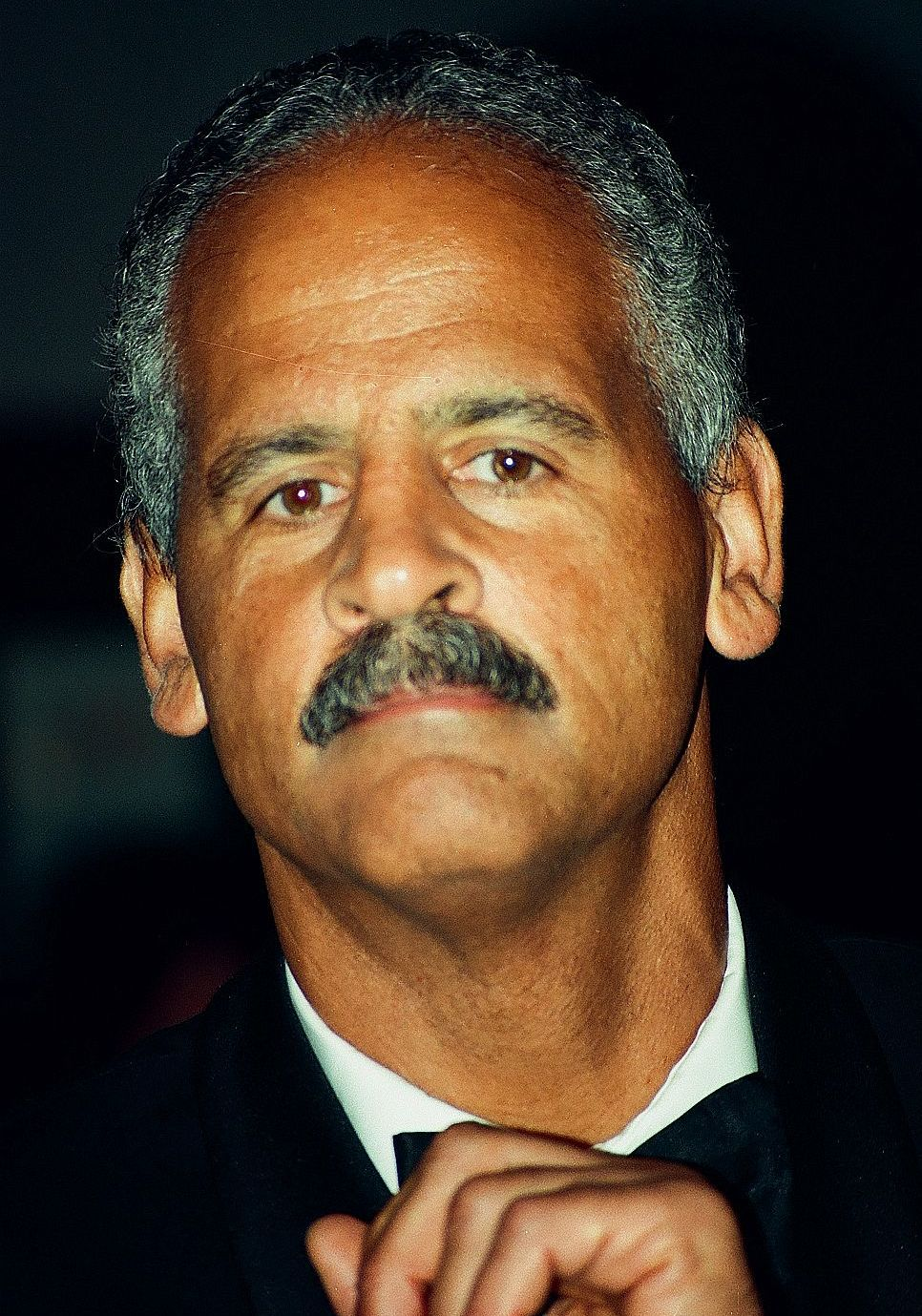
جراهام عام 1999

في عام 1979 حصل على درجة الماجستير في التعليم من جامعة بول ستايت، وانتقل في النهاية إلى مدينة هاي بوينت لإثبات نفسه في العلاقات العامة. في «B & C للاستشارات» غراهام عمل مع العديد من العملاء المميزين، بما في ذلك المؤلف مايا أنجيلو والناشط الجنوب أفريقي ويني مانديلا.
وهو أيضا مؤسس منظمة "AAD" (أو ماتعرف سابقا رياضيين ضد المخدرات) في شيكاغو، إلينوي، وهي منظمة غير ربحية تقدم خدمات للشباب ومنحت أكثر من 1.5 مليون دولار للمنح الدراسية منذ تأسيسها في عام 1985. كما تعاونت مع شخصيات رياضية لتثقيف الأطفال حول خطورة تعاطي المخدرات.
في عام 1988 قام بإنشاء "Graham & Associates" وهي شركة تسويق واستشارات تعليمية وتسويقية في شيكاغو.

## الخطابة
ستيدمان غراهام قد خطب في العديد من المدارس الحكومية والخاصة حول مواضيع الهوية والوعي الذاتي.

## الكتب
غراهام مؤلف للعديد من مؤلفات تخص مساعدة أو إنقاذ الذات وأيضا الكتب ذات الصلة بالأعمال التجارية بما في ذلك:
- الدليل النهائي لإدارة الأحداث الرياضية والتسويق (1995).
- يمكنك تحقيق ذلك: تسعة خطوات للنجاح (1997).
- يمكنك أن تجعل ذلك يحدث كل يوم (1998).
- المراهقين يمكن أن تجعل ذلك يحدث: تسع خطوات النجاح (2000).
- المراهقين يمكن أن يفعلوا الأعمال الورقية (2001).
- دليل النهائي للتسويق الرياضي (2001).
- بناء علامة حياتك التجارية!: إستراتيجية قوية لتحقيق أقصى قدر من إمكانياتك وتعزيز قيمتك للإنجاز النهائي (2002).
- التحرك بدون كرة: جعل مهاراتك وسحرك يعملان لأجلك (2004).
- من أنت؟  (2005).
- التنوع: القادة لا التسميات: خطة جديدة للقرن 21 (2006).
- الهوية: جواز سفرك إلى النجاح (2012).

## منشورات أخرى
غراهام أصبح كاتب عمود في صحيفة هافينغتون بوست في عام 2013. ساهم في مقال عن الهوية الشخصية إلى مجلس الكلية الإرشاد المدرسي سلسلة في عام 2012.

## الحياة الشخصية
كان متزوجا من غليندا وانجبوا ابنة «ويندي» (و. 1975).
غراهام كان ضيف مستمر لروبن روبنسون في "WFLD-TV"من 1982 إلى 1985.
كان غراهام مادة للكثير من الدعايات منذ عام 1986، وعلى الأخص من خلال مقالات الصحف الشعبية عن وقائع علاقته الجارية مع وينفري. حيث كان مع أوبرا وينفري في علاقة منذ عام 1986.

## وصلات خارجية
- ستيدمان غراهام على موقع IMDb (الإنجليزية)
- ستيدمان غراهام على موقع إن إن دي بي (الإنجليزية)

- الصفحة الرئيسية لموقع ستيدمان غراهام
- الصفحة الرئيسية لمنظمة ستيدمان غراهام الخيرية
- ستيدمان غراهام الصفحة الشخصية – فيديو كليب، قوائم الكتاب حديث عن المواضيع.
- ستيدمان غراهام: مقابلة حصرية
- سالي ديورس: مقابلة مع ستيدمان غراهام
- ستيدمان غراهام – من أنت؟
- CNN لاري كينغ: مقابلة حية مع ستيدمان غراهام